# Haute Cour de justice (Écosse)
Pour les articles homonymes, voir Haute Cour de justice.

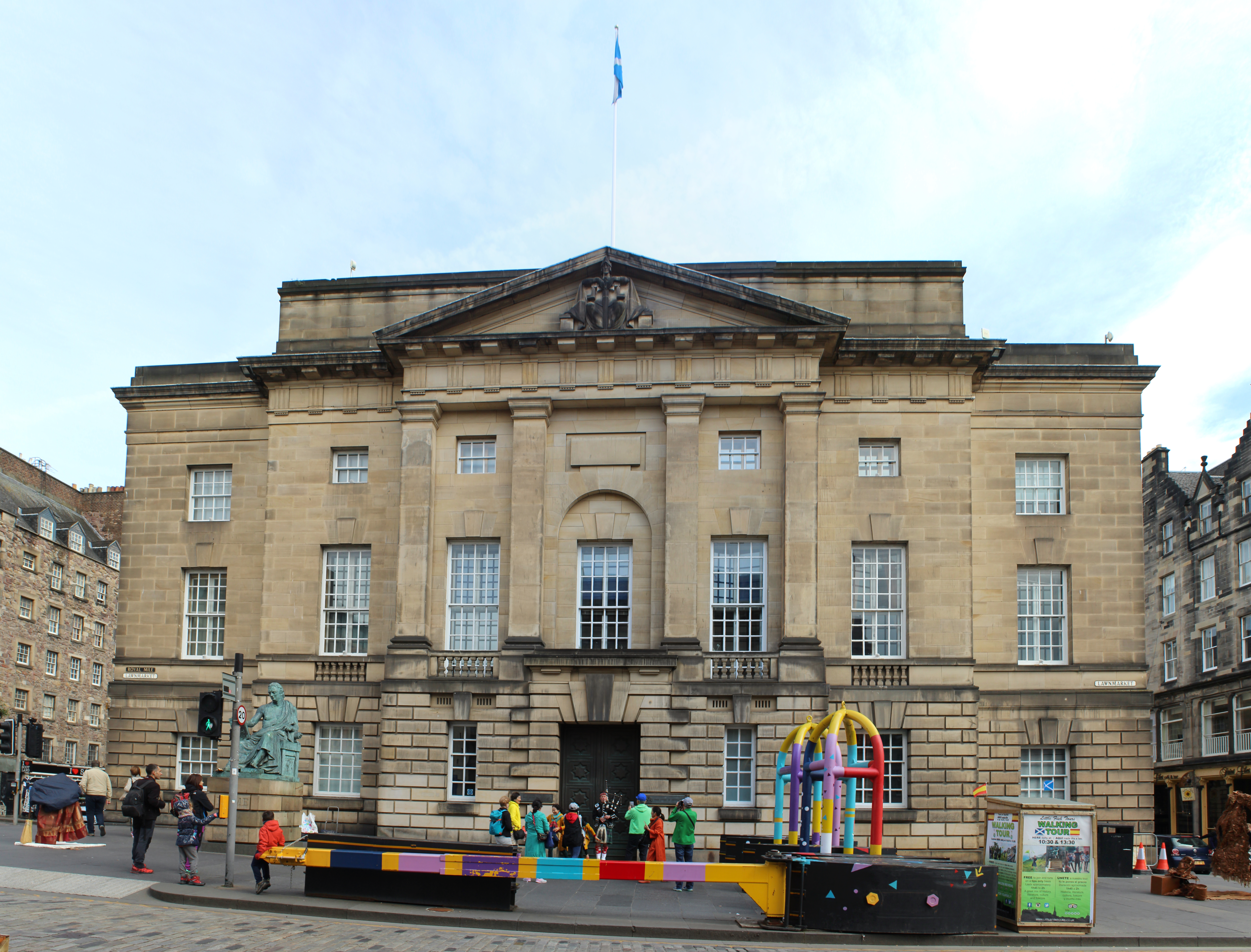

La Haute Cour de justice est le tribunal pénal suprême d'Écosse. Elle constitue une juridiction de première instance et d'appel.
Comme juridiction de première instance, elle siège principalement dans la Chambre du Parlement, ou dans l'ancien bâtiment du tribunal de shérifs (Sheriff Court), à Édimbourg, mais également de temps en temps à de divers autres endroits en Écosse.
Comme juridiction d'appel, elle siège seulement à Édimbourg. Elle juge en appel des décisions des Tribunaux d'arrondissement et de Shérifs.